# Iris xanthochlora
Iris xanthochlora là một loài thực vật có hoa trong họ Diên vĩ. Loài này được Wendelbo miêu tả khoa học đầu tiên năm 1969.